# Irena Dukaina
Irena Dukaina (Ειρήνη Δούκαινα, ur. 2 grudnia 1066, zm. 4 kwietnia 1133) − bizantyńska cesarzowa, żona Aleksego I Komnena, pochodząca z rodu Dukasów.